# Aleyrodes elevatus
Aleyrodes elevatus es un hemíptero de la familia Aleyrodidae, con una subfamilia: Aleyrodinae.
Fue descrita científicamente por primera vez por Silvestri en 1934.